# DRK Kits
DRK Kits war ein britischer Hersteller von Automobilen.

## Unternehmensgeschichte
Derek Roscoe und Robert Callister gründeten 1984 das Unternehmen in Ellesmere Port. Keith Hamer war ebenfalls beteiligt. 1984 begann die Produktion von Automobilen. Der Markenname lautete DRK, abgeleitet von den Initialen der drei Vornamen. 1998 endete die Produktion. Insgesamt entstanden etwa 59 Fahrzeuge.

## Fahrzeuge
Im Angebot standen Kit Cars. Es waren Dreiräder mit einem einzelnen Hinterrad. Ein Rahmen aus Hartholz und mehrere Schichten von Sperrholz, die von Aluminium ummantelt waren, bildete die Basis. Es war für die Aufnahme von Vierzylindermotoren vom Renault 4 und Renault 6, später auch vom Renault 5, vorgesehen. Darauf wurde eine offene, zweisitzige Karosserie montiert.